# Ramiro Leone
Ramiro Emiliano Leone (Rosario, 1º giugno 1977) è un ex calciatore argentino, di ruolo centrocampista.

## Caratteristiche tecniche
È un esterno sinistro.

## Palmarès
- Campionato argentino di seconda divisione: 1

San Martín (T): 2007-2008